# ルチアナ・パルッツィ
ルチアナ・パルッツィ（Luciana Paluzzi、1937年6月10日 - ）は、イタリア出身の女優。

## 来歴・人物
ローマに生まれる。1954年公開の『愛の泉』でデビュー（クレジットはされていない）。イタリアやフランスの映画・テレビドラマで活動した後、テレンス・ヤング監督、1958年公開の『今は死ぬときでない』に出演し、ハリウッドデビューを果たす。1965年に同監督の『007 サンダーボール作戦』に出演する。当初はメインのボンドガールであるドミノ役が予定されていたが、同役はミス・フランス出身のクローディーヌ・オージェに替わられ、女殺し屋フィオナを演じることになる。1968年には深作欣二監督の日米合作特撮映画、『ガンマー第3号 宇宙大作戦』にも出演する。また、『0022アンクルの女』や『600万ドルの男』、『ハワイ5-0』などアメリカのテレビドラマのゲスト出演も行っている。
私生活では、1960年にアメリカ人俳優ブレット・ハルゼイと結婚し一男をもうけたが、1962年に離婚。1980年にテレビ番組配給会社ソロモン・エンターテインメント代表のマイケル・ソロモンと再婚する。

## 主な出演作品
- 愛の泉　Three Coins in the Fountain （1954）
- 裸で御免なさい　En effeuillant la marguerite （1956）
- ヘラクレス　Le Fatiche di Ercole （1958）
- 今は死ぬ時でない　No Time To Die (1958) - 007映画の第25作『007 ノー・タイム・トゥ・ダイ』 No Time To Die (2020予定) とは同名だが別作品。ただし、スタッフにアルバート・ブロッコリやテレンス・ヤングなど007関係者多数。
- 海の怒り　Sea Fury （1958）
- 大いなる神秘 王城の掟　Der Tiger von Eschnapur （1959）
- 青春の旅情　Return to Peyton Place （1961）
- 悪徳の栄え　Le Vice et la vertu （1963）
- 0011ナポレオン・ソロ 罠を張れ　To Trap a Spy （1964）
- 007 サンダーボール作戦　Thunderball （1965）
- ベネチタ事件　The Venetian Affair （1967）
- 砦のガンベルト　Chuka （1967）
- ガンマー第3号 宇宙大作戦　The Green Slime （1968）
- ネモ船長と海底都市　Captain Nemo and the Underwater City （1969）
- アヴェ・マリアのガンマン Il pistolero dell'Ave Maria (1969)
- さらば外人部隊　Il Sergente Klems （1971）
- 皆殺しハンター　La Mala ordina （1972）
- スーパー・ガン　Black Gunn （1972）
- アマゾネス　Le Guerriere dal seno nudo （1973）
- クランスマン　The Klansman （1974）
- 愛はエーゲ海に燃ゆ　The Greek Tycoon （1978）